# Eugen Gerometta
Eugen Gerometta (Žilina, 28 agosto 1819 – Nitrianska Streda, 16 luglio 1887) è stato un presbitero e linguista slovacco.

## Biografia
Il nonno Peter Gerometta era emigrato a Žilina dall'Italia settentrionale e aveva sposato la figlia di una famiglia in vista della città, inserendosi nell'alta società locale. Il padre František Gerometta era un mercante, da molti anni cavaliere di Žilina. Sua madre si chiamava Františka, nata Abudová. Aveva tre sorelle ed era fratello di Ján Miloslav Gerometta e di Ignác. 
Studente dotato di eccezionale memoria, si diplomò presso il ginnasio di Žilina, e successivamente studiò filosofia a Nitra e teologia a Pest. 
Fu ordinato presbitero nel 1842. Fu cappellano a Čadca, Dlhé Pole e dal 1844 a Bytča, di cui fu parroco dal 1853. 
Nonostante provenisse da una famiglia di origine italiana, aveva un forte sentimento patriottico slovacco. Fondò a Pest il Circolo di lettura slovacco.  Nel 1848 si candidò a deputato alla Diet del Regno d'Ungheria, ma fu accusato di sobillare il popolo. Era un membro del governatore del comitato a Trenčín. 
Prese parte all'Insurrezione slovacca del 1848-1849 partecipò alla rivolta e fu vicino a Ľudovít Štúr. Considerava i popoli slavi come rami di una un'unica nazione slava, ma era un sostenitore del loro sviluppo indipendente. Per l'accusa di panslavismo nel 1860 trasferito a Nitrianska Streda. In seguito divenne canonico di Nitra.
Si dedicò a debellare la piaga sociale dell'alcolismo, attraverso l'istituzione dei "Circoli della temperanza".
Nel 1844 fu tra i fondatori dell'associazione Tatrín e fu attivo nella sezione linguistica dell'associazione. Fu uno dei fondatori della Matica slovenská e membro del suo dipartimento di diritto e filosofia. Sostenne significativamente i ginnasi slovacchi. Aderì con entusiasmo ai sostenitori della lingua slovacca di Štúr (štúrovčina) e difese la legittimità della lingua letteraria per l'intera nazione. Partecipò anche all'ultima assemblea dell'associazione Tatrín a Čachtice (1847), in cui fu approvata un'ortografia rivista per la lingua slovacca.
Scrisse in slovacco (dal 1845), ma anche su riviste tedesche e ungheresi, in particolare opere storiche e articoli sulla necessità di un'unica lingua nazionale. Fu collaboratore dei giornali Slovenské národné novíny, Orol tatranský, Slovenské pohľady e Katolícke novíny. Negli anni 1847-1851 pubblicò su Slovenské pohľady la prosecuzione del suo lavoro più importante O náklonnosti Slovanov k slobode ("Sull'inclinazione degli Slavi alla libertà"), lo scritto polemico Slovo k potupňíkom našim ("Una parola ai nostri diffamatori"), che fu pubblicato successivamente come monografia. Fu anche autore del primo articolo sulla storia di Žilina.

## Opere
- Žilina, mesto v horňej Uhorskej v stolici Trenčjanskej zo stanoviska dejepisného a právneho považovaná ("Žilina, città dell'Alta Ungheria nel comitato di Trenčin descritta dal punto di vista storico e legale"), 1846
- O náklonnosti Slovanov k slobode ("Sull'inclinazione degli Slavi alla libertà"), 1847
- Slovo k potupňíkom našim("Una parola ai nostri diffamatori"), 1847-1851
- Miestopis Žiliny ("Geografia di Žilina"), 1865